# Jürgen Schütze
Jürgen Schütze (Arnsdorf, 3 marzo 1951 – Lipsia, 6 settembre 2000) è stato un pistard tedesco.

## Palmarès

### Olimpiadi
- 1 medaglia:
  - 1 bronzo (Monaco di Baviera 1972 nel cronometro[1])